# Tomasz Szeląg (perkusista)
Tomasz Szeląg ps. Tośka (ur. 1970, zm. 13 stycznia 2005) – polski perkusista, członek zespołu Mr. Zoob.

## Życiorys
W 1988 rozpoczął naukę gry na perkusji w osiedlowym klubie „Na Skarpie” w Koszalinie. Był między innymi perkusistą reaktywowanego w latach 90. zespołu Mr. Zoob, z którym nagrał album Czego się gapisz z 1998, na którym znalazły się popularne utwory „Mój jest ten kawałek podłogi” i „Kartka dla Waldka”. W latach 1992–1998 związany był z zespołem Gdzie Cikwiaty, z którym między innymi wygrał ogólnopolski festiwal Marlboro Rock In oraz nagrał w 1994 album Gdzie Cikwiaty. Był również związany z zespołami Mocz Tenora, Kolesie, Suońce i Ivona. Zmarł 13 stycznia 2005 i został pochowany na cmentarzu komunalnym w Koszalinie (kwatera: P-34; rząd: 4; grób 25).

## Dyskografia
- 1995: Gdzie Cikwiaty (wyd. PolyGram Polska, Izabelin Studio) z Gdzie Cikwiaty[5]
- 1996: Mój jest ten kawałek podłogi (wyd. PolyGram Polska, Mercury) z Mr. Zoob[5]
- 1998: Czego się gapisz? (wyd. PolyGram Polska, Izabelin Studio) z Mr. Zoob[5]